# Hogna planithoracis
Hogna planithoracis este o specie de păianjeni din genul Hogna, familia Lycosidae. A fost descrisă pentru prima dată de Mello-leitao, 1938. Conform Catalogue of Life specia Hogna planithoracis nu are subspecii cunoscute.